# Dominierte Konfliktsituation
Der Begriff der dominierten Konfliktsituation wird in der Unternehmensbewertungslehre für Situationen verwendet, in denen eine Unternehmensbewertung unabhängig vom Willen der Eigentümer vorgenommen wird, während sie dennoch an das Ergebnis gebunden sind. Dies ist beispielsweise in Erbschaftsfällen (dominierte Situation mit Eigentumswechsel), wenn es um die Bemessung der Erbschaftssteuer geht, oder auch bei Kreditwürdigkeitsprüfungen (dominierte Situation ohne Eigentumswechsel) der Fall.
Davon abweichend verwendet Manfred Jürgen Matschke diesen Begriff wie folgt: „Dominierte Konfliktsituationen unterscheiden sich von nicht dominierte Konfliktsituationen dadurch, dass in ihnen eine Partei einseitig und auch gegen den erklärten Willen der anderen Konfliktbeteiligten die Änderung der Eigentumsverhältnisse der Unternehmung selbst oder mit Hilfe eines Gerichts herbeiführen kann. Dominierte Konfliktsituationen sind diejenigen, in denen vorrangig Normen aus Gesetzgebung und Rechtsprechung oder aus bestehenden Verträgen von großer Bedeutung und folglich zu beachten sind“.